# Luciano Federico Sánchez
Luciano Federico Sánchez (Guaymallén, Argentina; 25 de enero de 1994) es un futbolista argentino. Juega de lateral derecho y su equipo actual es el Argentinos Juniors de la Primera División de Argentina.

## Trayectoria
Sánchez comenzó su carrera en el Independiente Rivadavia de la Primera B Nacional. Debutó con el primer equipo el 6 de junio de 2015 ante Juventud Unida; disputó 12 encuentros en su primer año. El 8 de agosto de 2021 disputó su encuentro número 100 con el club ante Defensores de Belgrano.
El 4 de febrero de 2022, Sánchez fichó en el Argentinos Juniors de la Primera División de Argentina, tras jugar ocho temporadas en Independiente.

## Estadísticas
Actualizado al último partido disputado el 12 de febrero de 2023.
| Club                              | Div.          | Temporada     | Liga  | Liga  | Copas nacionales | Copas nacionales | Copas internacionales | Copas internacionales | Total | Total |
| Club                              | Div.          | Temporada     | Part. | Goles | Part.            | Goles            | Part.                 | Goles                 | Part. | Goles |
| --------------------------------- | ------------- | ------------- | ----- | ----- | ---------------- | ---------------- | --------------------- | --------------------- | ----- | ----- |
| Independiente Rivadavia Argentina | 2.ª           | 2015          | 12    | 0     | 0                | 0                | —                     | —                     | 12    | 0     |
| Independiente Rivadavia Argentina | 2.ª           | 2016          | 1     | 0     | 0                | 0                | —                     | —                     | 1     | 0     |
| Independiente Rivadavia Argentina | 2.ª           | 2016-17       | 12    | 1     | 0                | 0                | —                     | —                     | 12    | 1     |
| Independiente Rivadavia Argentina | 2.ª           | 2017-18       | 20    | 0     | 1                | 0                | —                     | —                     | 21    | 0     |
| Independiente Rivadavia Argentina | 2.ª           | 2018-19       | 23    | 0     | 0                | 0                | —                     | —                     | 23    | 0     |
| Independiente Rivadavia Argentina | 2.ª           | 2019-20       | 6     | 0     | 2                | 0                | —                     | —                     | 8     | 0     |
| Independiente Rivadavia Argentina | 2.ª           | 2020-21       | 7     | 0     | 0                | 0                | —                     | —                     | 7     | 0     |
| Independiente Rivadavia Argentina | 2.ª           | 2021          | 34    | 2     | 0                | 0                | —                     | —                     | 34    | 2     |
| Independiente Rivadavia Argentina | Total club    | Total club    | 115   | 3     | 3                | 0                | 0                     | 0                     | 118   | 3     |
| Argentinos Juniors Argentina      | 1.ª           | 2022          | 26    | 1     | 1                | 0                | —                     | —                     | 27    | 1     |
| Argentinos Juniors Argentina      | 1.ª           | 2023          | 3     | 0     | 0                | 0                | —                     | —                     | 3     | 0     |
| Argentinos Juniors Argentina      | Total club    | Total club    | 29    | 1     | 1                | 0                | 0                     | 0                     | 30    | 1     |
| Total carrera                     | Total carrera | Total carrera | 144   | 4     | 4                | 0                | 0                     | 0                     | 148   | 4     |